# Борат иттрия
Борат иттрия — неорганическое соединение,
соль иттрия и борной кислоты с формулой YBO3,
бесцветные (белые) кристаллы.

## Получение
- Твёрдотельная реакция оксида иттрия и борной кислоты:

{\displaystyle {\mathsf {Y_{2}O_{3}+2H_{3}BO_{3}\ {\xrightarrow {1000-1350^{o}C}}\ 2YBO_{3}+3H_{2}O}}}

## Физические свойства
Борат иттрия образует бесцветные (белые) кристаллы
тригональной сингонии,
пространственная группа R 3c,
параметры ячейки a = 0,506 нм, c = 1,721 нм, Z = 6.
Есть данные, что борат иттрия образует кристаллы
гексагональной сингонии,
пространственная группа R 63/mmc,
параметры ячейки a = 0,3778 нм, c = 0,8814 нм.

## Применение
- Борат иттрия применяется в радиоэлектронной промышленности в качестве матрицы для люминофоров.